# P.A.W.N. Gang
La P.A.W.N. Gang (acrònim de Pretty Ass White Niggas) és un grup de trap de Barcelona. Van llançar el seu primer senzill titulat A-KUATRA SET l'any 2011 al seu canal de YouTube. Van treure el seu primer disc el 2016, titulat Al final es asho, el segon, Pretty ass white niggas, el 2017, i el tercer, Oli d'uliba, el 2020, amb onze cançons i amb l'única col·laboració de l'artista terrassenc Lildami.
La clica està formada per sis joves graciencs, Dídac Garsaball «Yung Mare», Ramón Reñé «Monrra Straps» i el seu germà Mateu Reñé «Teuma Thug», Guillem Roca «Willfree», Guiu Solé «Lil Guiu», Jan Solé «Good Jan», també germans i que tenen un grup en paral·lel anomenat 22 Nais.
L'any 2023, a Spotify, disposaven de més de 34.000 oients setmanals. A mitjans del 2023, ja superaven les 25.000.000 reproduccions a YouTube amb més de 42.000 subscriptors, on hi han publicat més de 270 cançons. a més d'uns 25.000 oients setmanals en Spotify.
P.A.W.N. Gang són considerats uns dels pioners de la música trap en català, sent aquests un dels primers grups a explorar aquest gènere en els Països Catalans. La seva música i estil ha influenciat a la nova escena urbana catalana.

## Discografia

### Àlbums
- AL FiNAL ES ASHO (2016)
- PRETTY ASS WHiTE NiGGAS (2017)
- OLI D'ULIBA (2020)[6]
- RESPAWN (2022)
- ASHO KE Li DiUAN TRAP (2024)

### Mixtapes
- IMPARA (2013)
- EL RETORN DELS JEDiS (2014)
- ASTARAMBOTiCK (2015)
- V.S.P. (2015)
- SUPARFISIAL (2015)
- HERCULES (2015)
- ENCHUFE (2016)
- SHO ES BARSiRiA (2016)
- T.Y. SQUASHI (2016)
- SAN PERA MARTiR (2016)
- OBELiX (2016)
- TEUMA PACHECO (2018)
- MONRRA KRiST (2018)
- SANTUR (2019)
- FUCK LiFE (2019)
- POLTLiC (2019)
- YING YANG (2021)
- DOBLA TICK BLAU (2021)
- 024 (2021)
- Tal Dia Fara un Any (2021)
- VASTiT D'AMiRi (2021)
- NO MASPLiQUiS (2022)
- iO VULDRiA SABER (2022)
- Fa Calo (2022)
- iNUSENTA (2022)
- KRAKLiFE (2022)
- Sassa (2023)
- La Paka (2023)
- GANAS (2023)
- CHiKAGO (2024)
- PENTHAUS (2024)
- SiFRiSTiET (2024)
- KE FARiA (2024)

### Recopilatoris
- SQUASHi (2011-2017)
- RALiKiAS (2011-2017)

### Col·laboracions
- KESTA NiT (2016) - Kinder Malo i Pimp Flaco
- BANDULÉS (2016) - Bad Gyal
- APM TRAP (2016) - APM
- M.A.W.N.E.L. (2017) - Manel
- Aspactacular (2019) - Flashy Ice Cream
- Brexit (2021) - Flashy Ice Cream
- Tu I Tu & Ella - Bounce Twice